# Raión de Dinskaya
El raión de Dinskaya (del ruso: Динской район) es uno de los treinta y siete raiones en los que se divide el krai de Krasnodar, en Rusia. Está situado en el área central del krai. Limita al sur con el ókrug urbano de la ciudad de Krasnodar, al oeste con el raión de Krasnoarméiskaya, al noroeste con el raión de Kalíninskaya, al norte con el raión de Korenovsk y el de Timashovsk y al este con el Ust-Labinsk y al sureste con el de Krasnogvardéiskoye de la república de Adiguesia a través del embalse de Krasnodar del río Kubán. Tiene una superficie de 1350km² y contaba con una población de 149 370 habitantes en 2021. Su centro administrativo es Dinskaya.
El relieve de la región es llano, perteneciente a la zona sur de las tierras bajas de Kubán-Azov, y está surcado por la cuenca del río Ponura en las regiones oriental y meridional y en las regiones occidental y septentrional por la del Kochety, ambos afluentes del río Kirpili.

## Historia
El raión fue establecido como raión de Plastunóvskaya en la composición del krai de Azov-Mar Negro el 31 de diciembre de 1934 como resultado de la descentralización de los raiones de Krasnodar y Korenovsk, con centro en la stanitsa Plastunóvskaya. Inicialmente estaba compuesto por cuatro selsoviets: Dinskoye, Kochetinskoye, Krasnosélskoye y Plastunóvskoye. El 21 de febrero de 1935 el centro del raión era trasladado a Dinskaya. Los selsoviets Vasiúrinskoye y Starokórsunskoye del disuelto raión de Krasnodar pasaron al de Plastunóvskaya el 20 de diciembre de ese mismo año. El 13 de septiembre de 1937 pasó a formar parte de la composición del krai de Krasnodar.
El 26 de mayo de 1961 su nombre fue cambiado de raión de Plastunóvskaya a raión de Dinskaya. El 11 de febrero de 1963 el territorio del raión de Novotítarovskaya pasó al raión de Dinskaya.

## Demografía
En 2021 contaba con 149 370 habitantes, lo que representó un incremento promedio anual del 1.5% frente a los 126 871 habitantes registrados en el censo anterior. La totalidad de la población era de carácter rural. El 47.7% eran hombres y el 52.3% mujeres.
Evolución demográfica:
| Año  | Población |
| ---- | --------- |
| 1959 | 45 685    |
| 1970 | 122 813   |
| 1979 | 108 913   |
| 1989 | 105 485   |
| 2002 | 119 833   |
| 2010 | 126 093   |
| 2021 | 149 370   |

| Gráfica de evolución demográfica de Raión de Dinskaya entre 1959 y 2021 |
|                                                                         |
| Fuente: Servicio Estatal de Estadística la Federación Rusa              |

### Localidades rurales y stanitsas
Gran parte de la población del raión se agrupa en localidades y stanitsas de carácter rural. Su centro administrativo es Dinskaya.
| Nombre              | Tipo de localidad | Población 2002 | Población 2010 | Población 2021 |
| ------------------- | ----------------- | -------------- | -------------- | -------------- |
| Agronom             | Paraje rural      | 3771           | 3800           | 4348           |
| Dinskaya            | Stanitsa          | 34 132         | 34 848         | 36 576         |
| Yuzhni              | Paraje rural      | 4447           | 5121           | 11 125         |
| Krasnosélskoye      | Villa             | 2842           | 3060           | 4734           |
| Novotitarovskaya    | Stanitsa          | 22 341         | 24 754         | 31 520         |
| Novovelichkovskaya  | Stanitsa          | 8662           | 9169           | 10 654         |
| Pervoverechenskoye  | Villa             | 2710           | 2676           | 3528           |
| Plastunovskaya      | Stanitsa          | 9481           | 10 264         | 11 070         |
| Staromyshastovskaya | Stanitsa          | 10 489         | 10 610         | 11 250         |
| Vasiúrinskaya       | Stanitsa          | 12 666         | 13 339         | 14 829         |

## División administrativa
El distrito está dividido en diez municipios rurales, que engloban 26 localidades:
| Municipios de tipo rural            | |
| ----------------------------------- | --- |
| Municipio rural Vasiúrinskaya       | - stanitsa Vasiúrinskaya - posiólok Sévero-Kavkazskoi Zonalnoi Opytnoi Stantsi VNIILR - posiólok Zheleznodorozhnogo raziezda Redutski - posiólok Zheleznodorozhnoi Stantsi Vasiúrinskaya |
| Municipio rural Dinskoye            | - stanitsa Dinskaya - posiólok Ukrainski |
| Municipio rural Krasnosélskoye      | - selo Krasnosélskoye |
| Municipio rural Michurinskoye       | - posiólok Agronom - posiólok Zarozhdeniye - posiólok Kochetinski - posiólok Yantarni - posiólok Vishniakí                                                                               |
| Municipio rural Novovelichkovskoye  | - stanitsa Novovelichkovskaya - stanitsa Vorontsóvskaya - posiólok Naidorf - posiólok Dalni                                                                                              |
| Municipio rural Novotítarovskoye    | - stanitsa Novotítarovskaya - jútor Osechki - jútor Primaki - jútor Karla Marksa |
| Municipio rural Pervoverechenskoye  | - selo Pervoverechenskoye |
| Municipio rural Plastunóvskoye      | - stanitsa Plastunóvskaya |
| Municipio rural Staromyshastovskoye | - stanitsa Staromyshastovskaya - jútor Vostochni - jútor Gorlachivka - jútor Novi |
| Municipio rural Yuzhno-Kubánskoye   | - posiólok Yuzhni |

*Los centros administrativos están resaltados en negrita.

## Lugares de interés
- Iglesia Sviato Voznesenskaya de la stanitsa Plastunóvskaya.
- Monumento (Tanque T-34) a los soldados liberadores del Kubán durante la Gran Guerra Patria (1965).
- Monumento al Héroe de la Unión Soviética Víktor Grazhdanskin en Novotítarovskaya

## Transporte
Por el distrito pasan tres líneas de ferrocarril de importancia (Krasnodar-Rostov del Don, Krasnodar-Tijoretsk y Krasnodar-Kropotkin). Dinskaya y Novotitaróvskaya son dos grandes nudos ferroviarios. En cuanto a la red de carreteras, es atravesado por la carretera federal M4 Don Moscú-Novorosíisk y las carreteras del krai Krasnodar-Yeisk y Temriuk-Krasnodar-Kropotkin.